# Thacher Island National Wildlife Refuge
Das Thacher Island National Wildlife Refuge ist ein 8,9 ha großes, 1972 eingerichtetes Schutzgebiet auf der namensgebenden Insel Thacher Island im Bundesstaat Massachusetts der Vereinigten Staaten. Es ist in die IUCN-Kategorie IV eingestuft und dient vorwiegend als Rastplatz für Zugvögel. Dauerhaft leben im und rund um das Schutzgebiet Mantelmöwen, Gänsevögel, Seetaucher, Lappentaucher, Kormorane, Alkenvögel, Robben und Heringe. 